# Tô Ryca 2
Tô Ryca 2 é um filme de comédia brasileiro de 2022, dirigido por Pedro Antônio a partir de um roteiro de Fil Braz. É a sequência do filme de 2016 Tô Ryca. Estrelado por Samantha Schmütz novamente no papel de Selminha, o filme acompanha a saga da protagonista para recuperar sua herança que está congelada após o aparecimento de uma suposta nova proprietária de seus bens. O filme conta com as atuações de Katiuscia Canoro, Anderson Di Rizzi, Marcello Melo Jr. e conta com as participações especiais de Evelyn Castro, Erom Cordeiro e Rafael Portugal.
Produzido pela Glaz Entretenimento e distribuído pela Downtown Filmes, estreou nos cinemas do Brasil em 3 de fevereiro de 2022. O filme foi recebido com críticas negativas, embora tenha tido um moderado sucesso de receita arrecadando mais de R$ 8 milhões durante sua exibição nos cinemas.

## Sinopse
Selminha (Samantha Schmütz) está de volta após alguns anos de ter recebido a herança de seu tio. Já acostumada com uma vida luxuosa, ela faz questão de pagar mais caro tudo e de esbanjar sua riqueza por onde anda. Ela mantém uma intensa relação com Ruben (Marcello Melo Jr.), a qual é dotada de confusões e crises de ciúmes. Em um certo dia, ela tem seus dias de glórias ameaçados com a chegada de um estranha de mesmo nome, Selminha (Evelyn Castro), que se passa pela legítima herdeira da fortuna deixada por seu tio. Mediante uma ação judicial, ela tem todos os seus bens congelados. Agora, ela não consegue manter seu padrão de vida e possui apenas um salário mínimo por mês que a justiça lhe concedeu. Ela passa a morar na casa de sua melhor amiga, Luane (Katiuscia Canoro), e Nico (Anderson Di Rizzi), na comunidade do Quintino, a qual ela era patrona e mantinha uma associação para ajudar os moradores em seu tempo de riqueza. Para se manter, ela passa a dividir sua semana trabalhando como empregada doméstica em várias casas. Selminha conta com a ajuda de seu advogado, Dr. César (Erom Cordeiro) para recuperar sua herança, mas este guarda um segredo que pode acabar com os planos dela.

## Elenco
- Samantha Schmütz como Selminha Oléria Silva (Selminha S.O.S)
- Evelyn Castro como Keyla/ Selminha Oléria Silva 2
- Katiuscia Canoro como Luane
- Anderson Di Rizzi como Nico
- Marcello Melo Jr. como Ruben
- Erom Cordeiro como César
- Rafael Portugal como Grácio
- Charles Paraventi como Marcão
- Amon Castro como Claudiano
- Patrícia Costa como Beth
- Josias Duarte como Joaquim
- Carine Klimeck como Dona Sônia
- Wallie Ruy como Nilza
- Maiara e Maraísa como elas mesmas

## Produção
Tô Ryca 2 é uma produção da produtora Glaz Entretenimento, que realizou coprodução com a Globo Filmes e a Paramount Pictures. O filme recebue apoio da Investimage e também do Telecine para a sua produção. A direção foi assinada por Pedro Antônio, repetindo a parceria feita no primeiro longa-metragem da franquia lançado em 2016. Com roteiro escrito por Fil Braz, as gravações do filme ocorreram em 2018, quatro anos antes de ser enfim lançado nos cinemas.

## Lançamento
O trailer e o cartaz oficial do filme passaram a ser divulgados nas redes sociais e demais veículos de comunicação a partir de dezembro de 2021 pela Downtown Filmes. A data de estreia nos cinemas foi definida para 3 de fevereiro de 2022, após ter sofrido alguns adiamentos. Inicialmente, o seu lançamento estava previsto para o mês de janeiro, mas a equipe do filme decidiu esperar um pouco mais pelo fato das salas de cinemas estarem reabrindo aos poucos após um longo período fechadas devido a contaminação do coronavírus.

## Recepção

### Bilheteria
Tô Ryca 2 fez um moderado sucesso durante sua exibição nos cinemas pelo Brasil. Em sua estreia, o filme teve a terceira maior bilheteria registrada nos cinemas, ficando atrás apenas de Moonfall – Ameaça Lunar e Homem-Aranha: Sem Volta para Casa. Em seu segundo final de semana, teve um público de 123 mil espectadores, arrecadando R$ 2,2 milhões. Entre quinta-feira, 17 de fevereiro de 2022, e domingo, 20 de fevereiro, o filme alcançou a marca de ser o quinto filme mais visto nos cinemas brasileiros, tendo 53,4 mil espectadores em um único final de semana  (somando 350 mil ao todo) e gerando uma receita de R$ 947 mil nesse período. Na segunda semana de março, o filme bateu a marca de 500 mil espectadores.

### Resposta da crítica
Apesar do sucesso moderado na bilheteria, o filme não foi recebido com críticas positivas por parte dos críticos especializados. Denis Le Senechal Klimiuc, escritor do website Cinema com Rapadura, disse que o filme apresenta mensagens importantes para a sociedade e estas são apresentadas por meios das "trapalhadas" da protagonista. Entretanto, ressaltou que o roteiro não possui uma boa construção, e disse que o filme "prometeu muito, entregou metade e, como a situação das grandes metrópoles em época de fortes chuvas, deixou quem assistiu ao filme pendurado na grade, enquanto o elenco afiado e o furação Samantha Schmütz conseguiam distrair do desastre do restante do longa."
Matheus Mans, do website Esquina da Cultura, escreveu que o filme não acerta o seu tom e que Tô Ryca 2 "é um filme que chega sem nenhuma novidade. Pode até funcionar para quem é muito fã de comédias de Roberto Santucci ou, é claro, de Tô Ryca!. No entanto, outros públicos não devem encontrar espaço para achar graça numa história tão batida, velha e estereotipada. Schmütz tem muito mais potencial do que um filme assim. Precisávamos mesmo de Tô Ryca! 2?"
Hiccaro Rodrigues, para o website Estação Nerd, fez uma avaliação positiva e escreveu que o filme repete os erros e acertos da primeira parte (Tô Ryca). Segundo o crítico, Tô Ryca 2 "ainda tem como positivo não se levar a sério e querer apenas divertir o público mostrando e ironizando as mais diversas situações que a sua personagem enfrenta, sempre com bom humor e às vezes com um pouco de revolta. O clima aqui é de uma obra no melhor estilo Sessão da Tarde e deve agradar ao público fã de comédias nacionais descompromissadas. Para finalizar, o elenco tem bastante química. "